# Шаубергер, Виктор
Виктор Шаубергер (30 июня 1885 — 25 сентября 1958) — австрийский лесничий, натуралист, философ
 и изобретатель, последователь лженауки.

## Биография

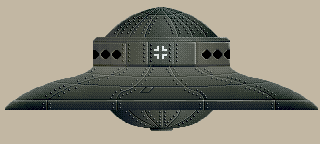
диск Белонце

Потомственный лесничий. Работая егерем в лесозаготовительной компании, спроектировал и смонтировал (первоначально — на свои средства) водные желоба со спиральными насечками, подобными орудийным нарезам. Показал, что при вращении воды уменьшается гидравлическое сопротивление[источник?]. Особенностью построенной Шаубергером системы сплава бревен была сама форма этой системы — более всего она походила на естественные изгибы реки, а не на прямые отрезки как кратчайшее расстояние между двумя точками. В сечении желоба представляли собой также округлую форму, но при этом не являющуюся частью окружности. По словам Шаубергера, на размышления о принципах создания подобной системы его натолкнули наблюдения над естественными водными потоками в ручьях и реках.
В 1930 году Шаубергер спроектировал электрогенератор, турбина которого принципиально отличалась от конструкции обычных водяных турбин. Генератор использовался на практике более 3 лет, но никаких точных сведений о нём не сохранилось. Попытки других учёных воспроизвести ключевые результаты Шаубергера были безуспешными.
22 июля 1934 года по предложению бременского промышленника Людвига Розелиуса Шаубергера пригласили в  рейхсканцелярию Адольфа Гитлера для презентации своих концепции и планов по очистке воды и альтернативному производству энергии.
В 1935 году франконский гауляйтер Юлиус Штрейхер пригласил его в Нюрнберг, где Шаубергер прочитал лекцию менеджерам и техническим специалистам Siemens. Тогда же  было решено построить аппарат, основанный на принципах, представленных Шаубергером, чтобы проверить его тезисы.
20 апреля 1944 года Шаубергер был переведён из Управления технологии в Линце в концентрационный лагерь Маутхаузен, где продолжил исследования в качестве гражданского служащего. 28 сентября по настоянию Шаубергера, его сотрудники-заключённые (два чеха, два немца, один поляк) были переведены в Вену, разместившись в комнате инженерной школы СС. 
В конце войны в 1945 году охранники бежали, Шаубергер уволил своих сотрудников и дождался американских войск. 
В октябре 1945 года американский офицер организовал охрану Шаубергера австрийской жандармерией, чтобы защитить его от похищения в СССР. 
В марте 1946 года Шаубергер был освобожден, а в декабре 1946 года он с семьёй переехал в Линц. Американцы не конфисковали его мастерскую и лабораторные материалы, но запретили ему продолжать исследования Репульсина.
Возможно, принял участие в разработке секретных летательных аппаратов Третьего Рейха, хотя официально не занимался научной деятельностью в пользу нацистов. После войны американцы предложили Шаубергеру 3 миллиона долларов за раскрытие секрета его летающего диска и особенно взрывного двигателя. Однако он ответил, что до подписания международного соглашения о полном разоружении ничего нельзя обнародовать и что его открытие принадлежит будущему.

## Вихревой двигатель
По представлению автора, вихрь создаёт разрежение, засасывающее воздух через особую турбину, реализуя рабочий цикл механическая энергия+тепло → миниторнадо+тепло → тяга+механическая энергия. Двигатель Шаубергера предполагалось использовать в летательных аппаратах — в частности, утверждается о применении его в диске Белонце.
Встречающаяся в публикациях о Шаубергере фраза «принцип действия основывался на взрыве» скорее всего, означает искажённый термин Имплозия, применявшийся Шаубергером по отношению к процессам, происходящим в вихрях, и имеющий значение, отличающееся от общепринятого. В представлении Шаубергера, процессы имплозии связаны с движением вовнутрь, а не вовне, и характеризуются низкими, а не высокими температурами — как пишет Шаубергер об имплозии применительно к силам природы вообще, в растении ведь ничего не взрывается. Обе составляющих — движение вовнутрь и движение вовне, по мысли Шаубергера, свойственны всем природным процессам (что и приводит их, как следствие, к вихревым). В некотором приближении это можно интерпретировать также как вихревые эффекты. Однозначная и ясная математическая модель этих эффектов, несмотря на длительные и достаточно серьёзные исследования, не разработана до сих пор.
Кроме движителей, принцип действия которых был основан на вихревом движении, Шаубергером описаны устройства, предназначенные для воздействия на обычную воду с целью придания ей естественных природных свойств, подобных свойствам воды из горных источников.
Достоверные сведения о проведённых испытаниях (с какими бы то ни было результатами) устройств Шаубергера неизвестны. Имеющиеся в книгах Шаубергера рассуждения о принципах действия предполагают использование источника (или источников) энергии, существование которого (или которых) не доказано имеющимися сегодня научными методами, противоречит существующим научным теориям, и, как следствие, отрицается современной наукой. Говоря другими словами, в современной интерпретации, это позволяет отнести устройства, описанные Шаубергером, к вечным двигателям.
Тем не менее, несмотря на преобладание скептического отношения к работам Шаубергера, в мире имеются группы энтузиастов и коммерческие организации, пытающиеся повторить описанные им устройства, в тех или иных целях (зачастую — в чисто коммерческих), с большей или меньшей глубиной понимания принципов, изложенных Виктором Шаубергером.

## Изданные книги
- Энергия воды. Автор: Шаубергер В. Эксмо, Яуза 2007 г., 320 Стр. , Тираж: 4100 (переиздание). (в английском варианте книга называется «Energy evolution»).
- Живая энергия. Автор: Коатс К.  (в английском варианте книга называется «Living energies»).

## Фильмография
- «Древние пришельцы (телесериал). Инопланетяне и Третий рейх» (англ. Ancient Aliens. Aliens and the Third Reich) — научно-популярный фильм, 2011.
- «НЛО Третьего Рейха» — документальный фильм телеканала Россия 1[3].
- «Виктор Шаубергер — Понимать Природу и подражать ей» — фильм Франца Фицке (Franz Fitzke), Издательство Йорга Шаубергера, 2008, Австрия; перевод на русский язык осуществлён Екатериной Бучиной.